# Lipotropin
A lipotropinok az agyalapi mirigy elülső lebenyében keletkező peptidhormonok. Feladatuk a melanociták melanintermelésének serkentése és a zsírszövetben történő lipidmobilizáció. 

## Termelése
A lipotropinok prekurzor fehérjéje, a (proopiomelanokortin, POMC) az agyalapi mirigy elülső lebenyében (az ún. adenohipofízisben) keletkezik a kortikotropin-felszabadító hormon (CRH) hatására. Utóbbit a hipotalamusz szekretálja. A 241 aminosav hosszúságú proopiomelanokortin különböző poszttranszlációs módosításokon megy keresztül (foszforilálás, glikozilálás), majd fehérjevágó enzimek kisebb, biológiailag aktív peptidere vágják:
- POMC

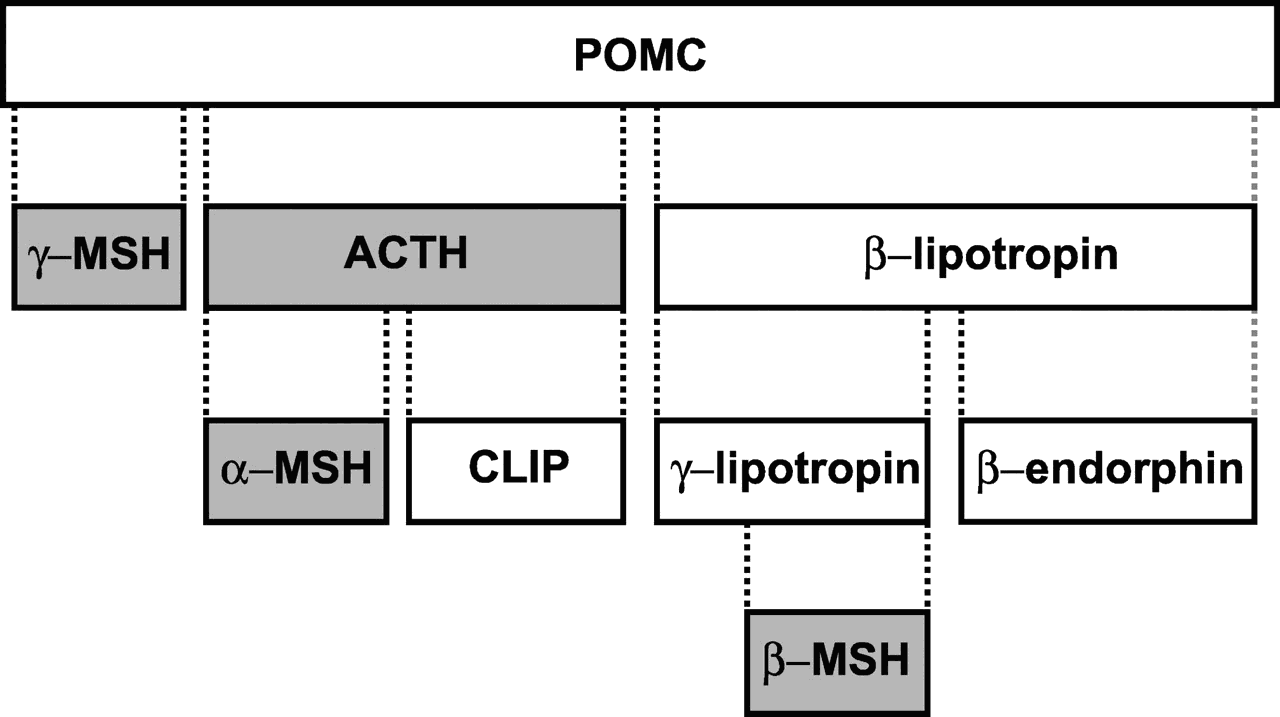
A proopiomelanokortin származékai

  - γ-melanocitastimuláló hormon (γ-MSH)
  - adrenokortikotrop hormon (ACTH)
    - α-melanocitastimuláló hormon (α-MSH)
    - CLIP

  - β-lipotropin
    - γ-lipotropin
      - β-melanocitastimuláló hormon (β-MSH)

    - β-endorfin

A β-lipotropin ugyanakkora mennyiségben található az agyalapi mirigyben, mint az adrenokortikotrop hormon.

## β-Lipotropin
A β-lipotropin 90 aminosav hosszú peptid, amelyet a POMC C-terminus felőli végéről vágnak le. Képes melanin termelését indukálni a melanocitákban, illetve más peptidhormonok prekurzora: belőle keletkezik a γ-lipotropin és a β-endorfin.
A β-lipotropin ezenkívül elősegíti a zsírlebontást és a szteroidok szintézisét is.

## γ-Lipotropin
A β-lipotropin egyik bomlásterméke, emberben 56 aminosav hosszú. Belőle keletkezik a β-melanocitastimuláló hormon.
A lipotropinokat zsírbontó hatásuk miatt a sportban doppingszerként használhatják (AOD 9604).

## Fordítás
- Ez a szócikk részben vagy egészben  a   Lipotropin című angol Wikipédia-szócikk ezen változatának fordításán alapul.  Az eredeti cikk szerkesztőit annak laptörténete sorolja fel. Ez a jelzés csupán a megfogalmazás eredetét és a szerzői jogokat jelzi, nem szolgál a cikkben szereplő információk forrásmegjelöléseként.